# Chevrolet Corsica

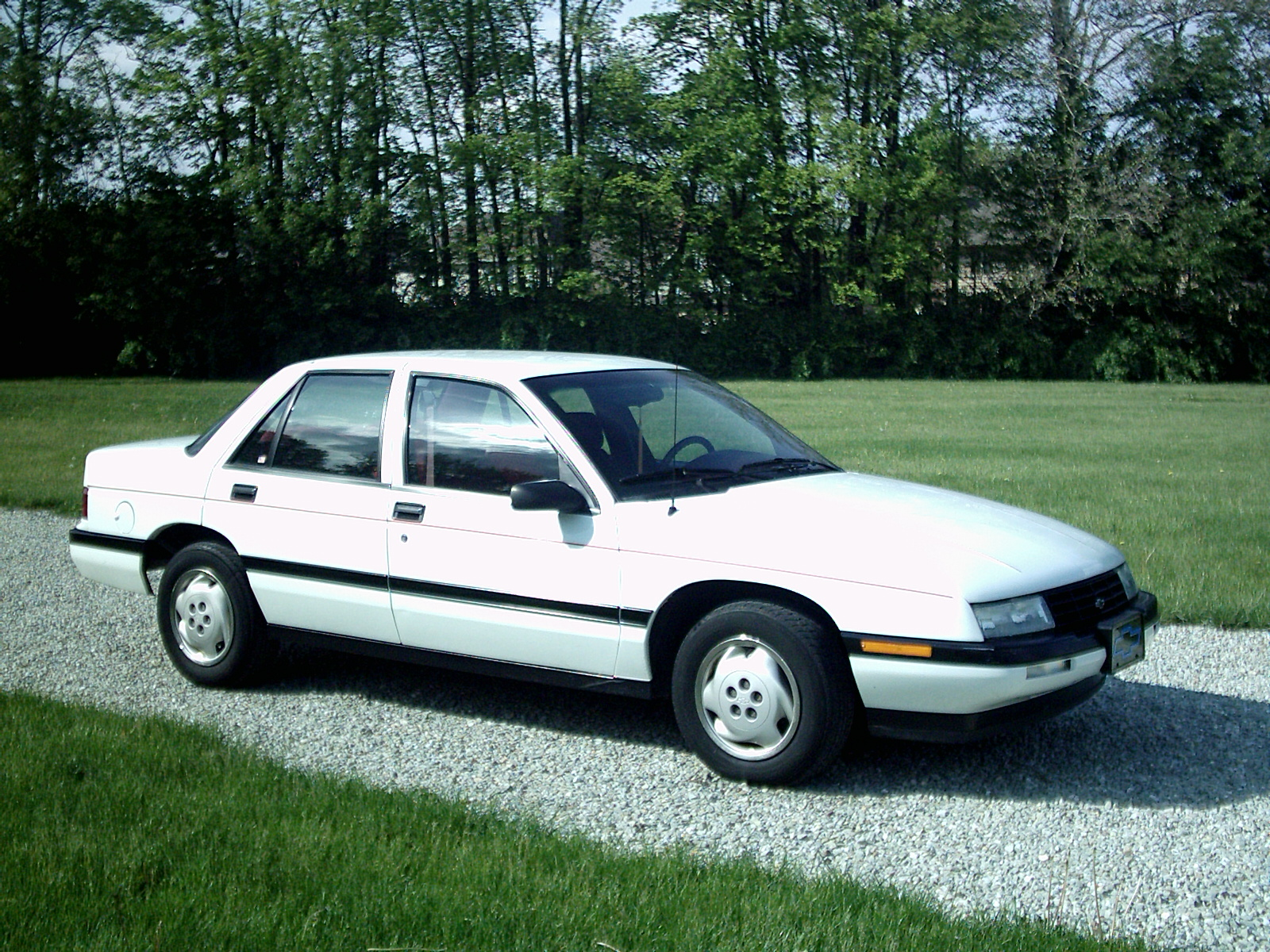
Chevrolet Corsica, model van 1994

De Chevrolet Corsica is een automodel van het automerk Chevrolet. De Chevrolet Corsica werd geproduceerd van 1987 tot 1996. Het is een vierdeursmiddenklasser die verkrijgbaar was als sedan of als hatchback in de uitvoeringen LT, LTZ en de zeldzame XT.
De Chevrolet Corsica was eind jaren tachtig de meest verkochte auto in China. De auto is ook tot auto van het jaar 1988 benoemd in de Verenigde Staten. De Chevrolet Corsica verkocht zo goed dat het in die tijd de best verkopende auto was van Chevrolet. In totaal werden er tijdens de negen jaar dat de auto in productie was 1.248.334 exemplaren verkocht.
De Pontiac Tempest is een vrij onbekende auto die vrijwel identiek is met de Chevrolet Corsica, op een klein verschil in de grille na. De Pontiac Tempest werd alleen verkocht in Canada.
In 1997 werd de productie van de Chevrolet Corsica stopgezet vanwege de nieuwe veiligheidseisen. Het was voor producent General Motors te duur om deze bij de Chevrolet Corsica te handhaven.
De productie van de Corsica werd samen met die van de Chevrolet Beretta gestopt waarna er nieuwe auto's werden ontworpen. De Chevrolet Malibu wordt gezien als opvolger van de Chevrolet Corsica. De Corvette is een voorbeeld van een auto die deze herindeling heeft overleefd.